# Zastów Polanowski
Zastów Polanowski – wieś sołecka w Polsce położona w województwie lubelskim, w powiecie opolskim, w gminie Wilków. Według Narodowego Spisu Powszechnego z roku 2011 wieś liczyła 189 mieszkańców. W latach 1975–1998 miejscowość należała administracyjnie do ówczesnego województwa lubelskiego.
Wierni Kościoła rzymskokatolickiego należą do parafii św. Floriana i św. Urszuli w Wilkowie.

## Historia
Zastów Polanowski – wieś w gminie Wilków w województwie lubelskim, notowana w 1400 r. występował wówczas Pasco (Paszko) de Zastow. Długosz zapisał tę wieś jako „Zasczythow” w parafii Wilków nad Wisłą (Długosz L.B. t.II 554, t.III 249).
W 1488 r. wymieniono wieś jako go „Zaszczytow”, natomiast w 1529 r. po wsi Dobre w rejestrach poborowych zapisany jest Zasczitow, podobnie w 1552 r. Jako „Zastow” zapisany w 1563 r., po czym znów „Zasczytow” w 1626 roku i „Zaszczytow” w 1676 r.
W XVIII wieku pisano wieś jako „Zastow”, a w 1721 roku użyto dwojga nazw „Zastow antea Zasczytow”. W XIX w. wymienia się dwie wsie: Zastów Karczmiski i „Zastów Polanowski”. Ten drugi to dawny Zaszczytów. W latach 1905 (Sprawocznaja Knika Lubelskoj Guberni 492) i 1921 (Spis powszechny z roku 1921 s.85) „Zastów Karczmiski” był większy od „Zastowa Polanowskiego”, bo założony później na zabezpieczonym od wód Wisły terenie, mógł się lepiej rozwinąć.
W okresie Królestwa Polskiego istniała gmina Zastów.
W wieku XV według podania Jana Długosza wieś oddawała dziesięciny snopowe i konopne klasztorowi łysogórskiemu w wymiarze 1 grzywny. Biskup elekt Fryderyk Jagiellończyk krakowski zatwierdza klasztorowi w roku 1492 dziesięciny snopowe między innymi w Zastowie.
W połowie XV wieku wieś była własnością królewską w 1488 roku należała do kazimierskiego klucza starosty lubelskiego. W roku 1509 było tu 15 kmieci, czynsz ogółem wynosił 5 grzywien 16 groszy (Archiwum Skarbu Koronnego LIV, IX 24).
W nocie Słownika geograficznego Królestwa Polskiego z roku 1895 opisano dwie wsie Zastów Karczmiski i Zastów Polanowski, w powiecie nowoaleksandryjskim, gminie Rogów, parafii Wilków. Leżą na prawym brzegu Wisły o 8 wiorst na południe od Kazimierza. Zastów Karczmiski leży w głębokiej dolinie wytworzonej przez koryto rzeki Chodla, uchodzącego tu do Wisły a Zastów Polanowski na rozległej kępie wiślanej. Jest tu obecnie do 900 mieszkańców (rok 1877) Ludność trudni się hodowlą śliwek i jabłek w licznych sadach. Wieś Zastów Karczmiski alias Karczmiska Zastowskie ma 123 osad, 662 mórg. Ludność obu wsi wynosi ogółem do 1000 dusz. W 1827 r. było 124 domy i 665 mieszkańców. W połowie XV w. dziedzicami wsi byli Jan i Mikołaj Kazimirscy herbu Rawa.
W okresie okupacji niemieckiej około 100 osobowy oddział niemiecki 31 maja 1944 roku dokonał pacyfikacji wsi zakończone podpaleniem zabudowań. Ponieważ Zastów Polanowski leży nad Wisłą oddział załadował się na statek Tannenberg i odpłynął. Niemcy nie uniknęli jednak kary bowiem statek został zatopiony przez partyzantów z oddziału Batalionów Chłopskich i Armii Krajowej.